# 森彦兵衛
森 彦兵衛（もり ひこべえ、1883年（明治16年）1月9日 - 1958年（昭和33年）7月12日）は、大正から昭和時代前期の政治家、大日本帝国海軍軍人。岐阜県高山市長。岐阜県多額納税者。

## 経歴
森七左衛門の二男として高山に生まれる。京都帝国大学法科卒業後、海軍に入り海軍主計少佐に昇ったのち退役する。ついで教育界に転じ、岐阜県立高山高等女学校（現岐阜県立高山高等学校）長となったのち、宮野省三知事の推薦および市会一致の推挙により1938年（昭和13年）8月、高山市長に就任した。
1945年（昭和20年）4月、高山市長を退任。戦後、公職追放となる。